# Stadion Gurzelen
Stadion Gurzelen – stadion piłkarski w Biel/Bienne, w Szwajcarii. Został otwarty w 1913 roku. Może pomieścić 15 000 widzów. Dawniej swoje spotkania na stadionie rozgrywała drużyna FC Biel-Bienne, jednak w 2015 roku klub przeniósł się na nowy obiekt, Tissot Arena.